# Marketerie

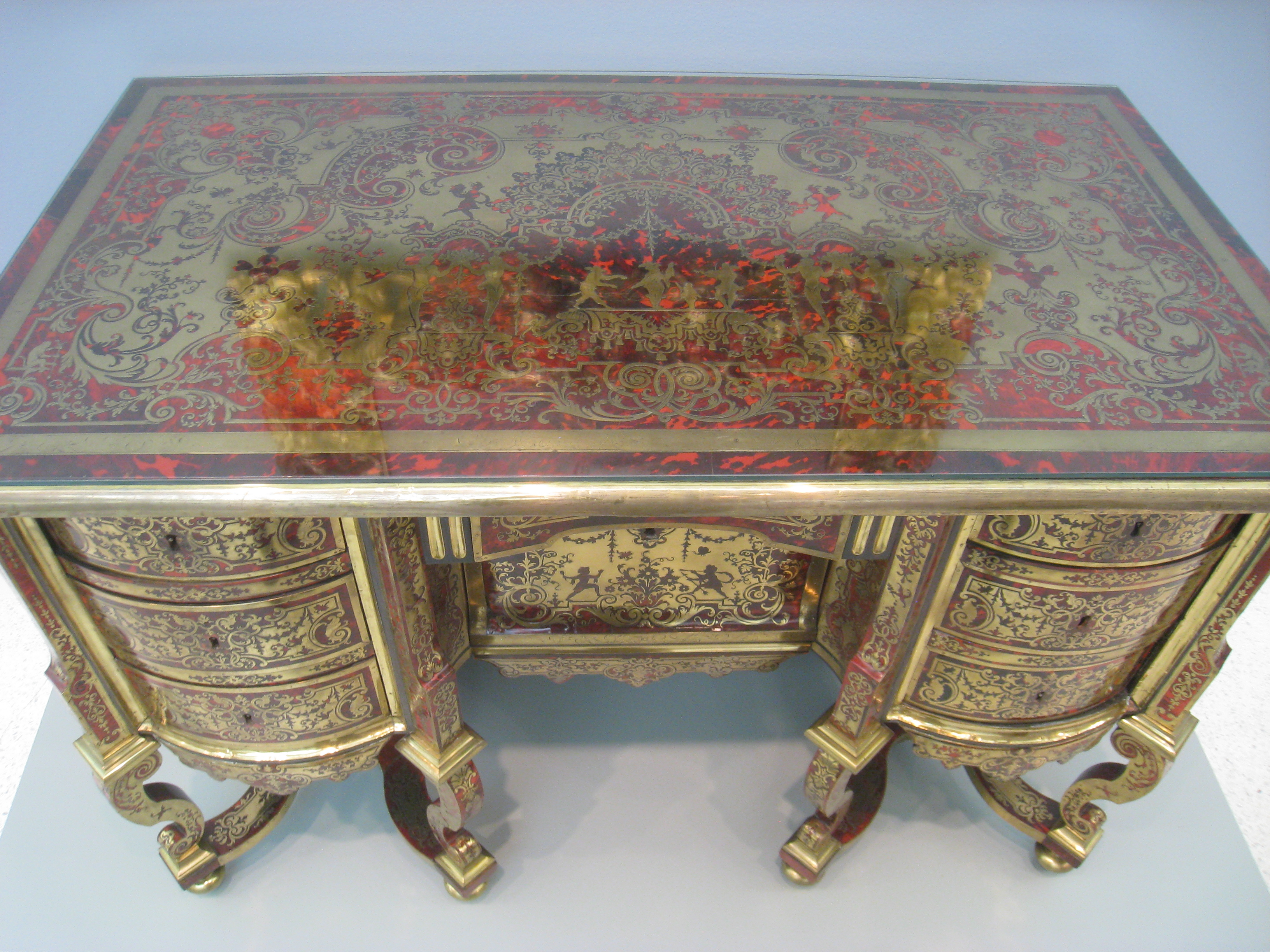
Psací stůl zdobený marketerií, André-Charles Boulle, 1690–1700, vystavený v Carnegie Museum of Art v Pittsburghu v USA

Marketerie, jinak také nazývaná kombinovaná intarzie, je náročná umělecká technika výzdoby nábytku, která kombinuje dřevěné dýhy s cínem, mosazí, slonovinou, perletí a želvovinou.

## Historie
Největší rozkvět této zdobné techniky nastal v období baroka ve Francii, kdy ebenista Ludvíka XIV. André-Charles Boulle vyráběl nábytek a různé diplomatické a svatební dary pro panovníkovy potřeby. Dnes se této techniky nevyužívá vzhledem k nesourodosti používaných materiálů, které se v daném se prostředí chovají každý jinak (dřevo se ve vlhku a teple roztahuje či smršťuje, čímž se kov uvolňuje od podkladu).

## Postup
Marketerie se sestavuje stejným způsobem jako intarzie, obvykle tak, že se k sobě slepí destičky materiálů a poté se vyříznou lupenkovou pilkou (dříve se používala jemná struna). Poté se destičky rozlepí a z vyřezaných obrazců se složí několik verzí. Pro umocnění dojmu se často využívalo exotických dřevin, jako je palisandr či eben, nebo se želvovina podbarvovala červeně, případně se ještě do výsledného vzoru rylo (gravírovalo).